# 林肯鎮區 (愛荷華州莫諾納縣)
林肯鎮區（英語：Lincoln Township）是位於美國愛荷華州莫諾納縣的一個行政鎮區。

## 地方資料
根據2010年美國人口普查的數據，林肯鎮區的面積為117.38平方千米，當中陸地面積為112.69平方千米，而水域面積為4.69平方千米。當地共有人口322人，而人口密度為每平方千米2.74人。